# Saint-Amand-de-Belvès

Saint-Amand-de-Belvès este o comună în departamentul Dordogne din sud-vestul Franței. În 2009 avea o populație de 94 de locuitori.

## Evoluția populației
| An        | 1975 | 1982 | 1990 | 1999 | 2006 | 2009 |
| --------- | ---- | ---- | ---- | ---- | ---- | ---- |
| Populație | 104  | 86   | 104  | 100  | 92   | 94   |